# Keetia carmichaelii
Keetia carmichaelii là một loài thực vật có hoa trong họ Thiến thảo. Loài này được Bridson mô tả khoa học lần đầu tiên vào năm 1986.